# Semba (Tanz)

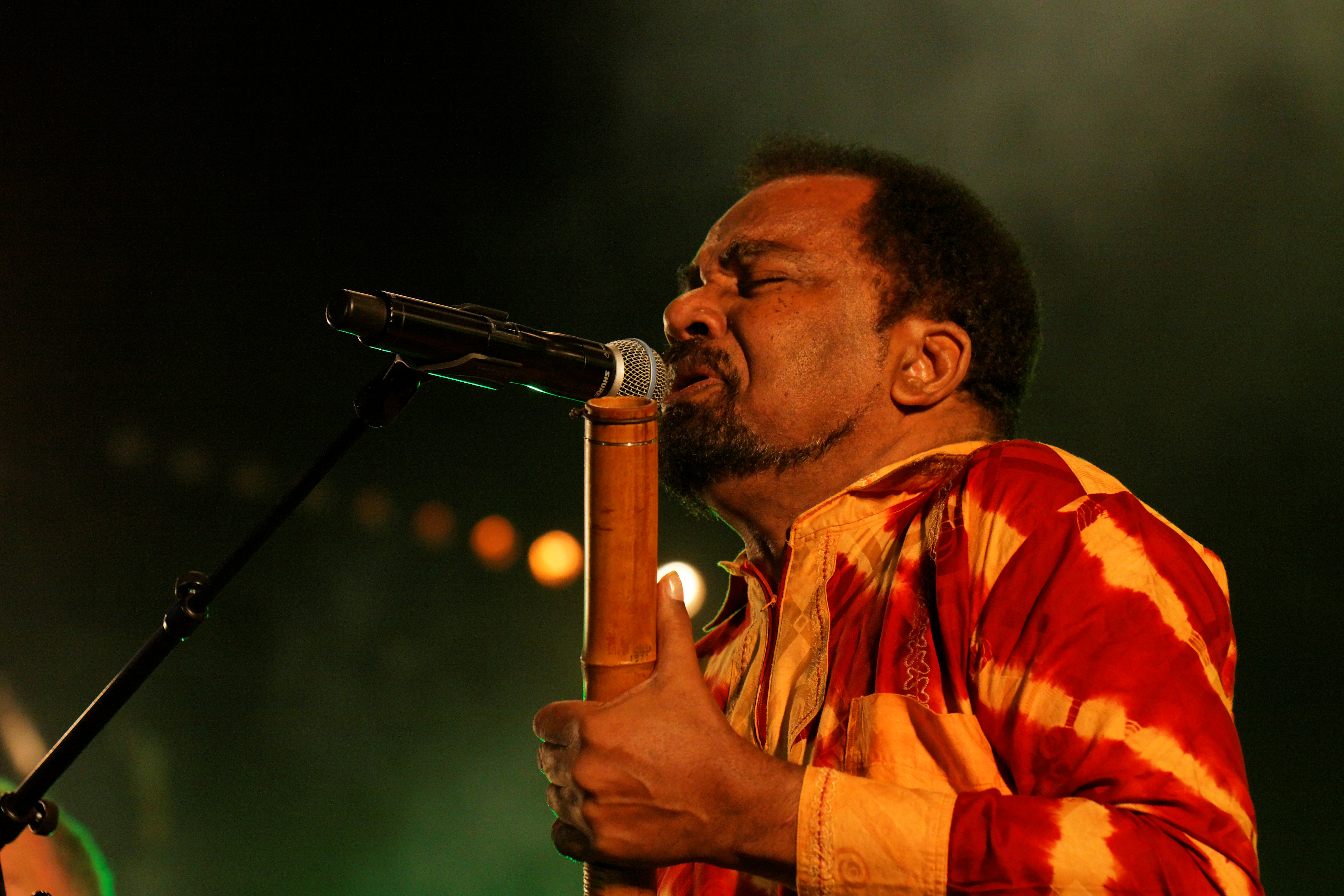
Bonga Kuenda

Semba ist ein Paartanz und ein Musikstil, der aus Angola stammt und durch die Sklaven Verbreitung in der brasilianischen Musik fand. Es wird vermutet, dass die brasilianische Bezeichnung Samba auf Semba zurückgeht. In die Popularmusik hielt er in den 1950er Jahren Einzug.
In Angola ging aus Semba der Tanz- und Musikstil Kizomba hervor.
Der bekannteste zeitgenössische Semba-Musiker in Angola ist Bonga Kuenda, weitere Musiker sind Paulo Flores, Carlos Vieira Dias, Carlos Burity und die Banda Maravilha.